# Broerenkerk
La Broerenkerk è l'antica chiesa domenicana di Zwolle, oggi sconsacrata e adibita a negozio.
La chiesa è ancora in ottime condizioni, sia all'esterno per via dei mattoni color rosso, che all'interno dove sul soffitto sono presenti pregevoli affreschi.
Nell'edificio è sepolto il beato Alano della Rupe, domenicano del XV secolo.